# Bitwa pod La Coruną
Bitwa pod La Coruñą – starcie zbrojne, które miało miejsce 16 stycznia 1809 r. w trakcie wojny na Półwyspie Iberyjskim, podczas tzw. ekspedycji Moore’a. Rozegrało się pomiędzy częścią francuskiej armii okupacyjnej pod dowództwem marszałka Soulta a brytyjskim korpusem ekspedycyjnym sir Johna Moore’a. Bitwa zakończyła się wynikiem nierozstrzygniętym. Po jej zakończeniu Brytyjczycy wycofali się na okręty stacjonujące w porcie La Coruña i opuścili Hiszpanię.

## Podłoże
Dnia 27 października 1807 r. Francja i Hiszpania w tajemnym układzie zawartym w miejscowości Fontainebleau postanowiły podbić Portugalię i podzielić się jej terytorium. Hiszpanie zagwarantowali Napoleonowi bezpieczny przemarsz przez terytorium kraju oraz kwatery dla żołnierzy francuskich w miastach. Napoleon jednak wysłał większą ilość wojsk niż przewidywał to układ i zajął północną część kraju aż do Madrytu nie napotykając oporu ze strony ludności Hiszpanii. Dopiero po zmuszeniu rodziny królewskiej do zrzeczenia się władzy i mianowaniu królem Hiszpanii brata Napoleona - Józefa doszło w kraju do wybuchu powstania ludowego przeciwko Francuzom. Powstanie to zapoczątkowało hiszpańską wojnę o niepodległość (lata 1808–1813).
W październiku 1808 r. Sir John Moore na czele swojego korpusu ekspedycyjnego wymaszerował z Portugalii w do Hiszpanii, chcąc wesprzeć Hiszpanów w walce z Francuzami. Po licznych niepowodzeniach musiał spiesznie wycofać się do Galicji i portowego miasta La Coruña. Korpus marszałka Soulta szedł jego śladem.

## Przed bitwą
Moore nie myślał o walce. Korpus marszałka Soulta wydawał mu się zbyt silny. Postanowił ewakuować się morzem, w którym to celu wezwał stacjonującą w zatoce Vigo flotę, a sam przystąpił do niszczenia tego, co nie mogło być zabrane. Do 14 stycznia wszystkie działa, z wyjątkiem dziewięciu, zostały zepchnięte z wysokiego klifu do morza. Tego samego dnia wieczorem do zatoki wpłynęło ponad sto statków transportowych i 12 okrętów wojennych; natychmiast rozpoczął się załadunek rannych, chorych, a wreszcie oddziałów kawalerii, która była bezużyteczna w poszarpanym, nierównym terenie wokół miasta. Wraz z kawalerzystami zabrano mniej niż 1 000 koni. Reszta miała zostać zabita.
Rzeź koni przeprowadzono z niezdarnym okrucieństwem. Wierzchowce zaciągano na brzeg urwiska nad plażą, tam strzelano je i strącano w dół, gdzie wyznaczeni żołnierze drewnianymi młotami dobijali te, które jeszcze żyły. Z niejasnych przyczyn kazano żołnierzom w pewnym momencie odłożyć pistolety i zacząć podrzynać koniom gardła przy pomocy pałaszy. Przerażone zwierzęta, widząc co dzieje się z innymi, rzucały się i kwiczały w panice, póki same nie zostały zarżnięte.
Moore obawiał się, że większości piechoty nie uda się – śladem kawalerzystów – zaokrętować bez walki z nadciągającymi Francuzami, a zwiad informował, że idące przodem dywizje generałów Merle'a i Mermenta są tuż. W nocy z 15 na 16 stycznia wysadzono w powietrze 4000 beczek prochu, a ranem dostrzeżono nadciągające od wschodu czołówki korpusu Soulta.

## Przebieg bitwy
15 stycznia 5 000 piechoty francuskiej gen. Jardona przypuściło pierwszy atak w nierównym, sfałdowanym terenie, wypierając Brytyjczyków ze wzgórz Palavea i Penasquedo. Francuskie kolumny szturmujące wzniesienie Monte Mero były wystawione na nękający ogień lekkiej piechoty brytyjskiej, ale przy wsparciu ognia artylerii zdołały wyprzeć 59. pułk piechoty poza grań. 51. pułk piechoty próbował zdobyć stanowiska francuskich armat, lecz nie dopuściła do tego piechota francuska.  
16 stycznia Francuzi weszli do Elviny. 42. pułk szkocki wyparł ich w krwawym boju na bagnety, jednak odwrót 50. pułku piechoty zmusił Szkotów do cofnięcia się na pozycje wyjściowe. Zanim jeszcze walka o Elvinę się skończyła, gen. Moore został trafiony w piersi kulą armatnią i poległ. Szkoci uderzyli na wioskę raz jeszcze i walczyli do nocy, ale nie zdołali jej odzyskać. Ich poświęcenie miało na celu zatrzymanie wojsk francuskich dla umożliwienia ewakuacji większości wojsk.

## Po walce
Wieczorem, wraz z zapadnięciem ciemności, Brytyjczycy rozpoczęli ostatni etap ewakuacji, szukając schronienia na pokładach statków transportowych. Francuzi ruszyli z pewnym opóźnieniem w pościg i nad ranem ich armaty zaczęły ostrzeliwać slupy i transportowce stojące w zatoce. Samej La Coruñy bronił, skazany z góry na przegraną, niewielki hiszpański garnizon pod dowództwem generała Alcedo. Dzięki zaporowemu ogniowi artylerii okrętowej, trzymającej wojska Soulta na dystans, ewakuacja przebiegła w miarę sprawnie i większość armii została uratowana. Wielu spośród tych żołnierzy walczyło później pod Wellingtonem, równie  wielu stracono podczas niefortunnej wyprawy na Walcheren. Straty francuskie nie są dokładnie znane. Brytyjczycy stracili około 900 ludzi, a ponadto wielkie ilości wyposażenia i uzbrojenia, w tym 20 000 nowiutkich karabinów, które wpadły w ręce Francuzom.
Jeszcze w tym samym roku Brytyjczycy wrócili do Portugalii z nowym dowódcą, generałem Arthurem Wellesleyem, przyszłym księciem Wellington.